# Zorro (série de televisão de 1990)
Zorro, também conhecido como The New Zorro, ou New World Zorro, foi uma série de televisão americana, de ação/aventura e drama, protagonizada por Duncan Regehr como o personagem de Zorro. Regehr interpretou o destemido herói latino e espadachim no The Family Channel de 1990 a 1993. A série foi filmada inteiramente em Madrid, Espanha, e produzida pela New World Television, The Family Channel, e Zorro Productions. 88 episódios da série foram produzidos, 10 mais do que o primeiro seriado do personagem, que foi produzido pela Disney no final dos anos 1950.
Zorro foi exibido dublado no Brasil pela Rede Record na Sessão de Domingo no formato de longa-metragem com 98 minutos de duração, sob o nome Zorro, A lenda continua(nome do episódio piloto da série).
A série está atualmente sendo exibida nos Estados Unidos na Retro Television Network com o título de "New" (Novo, em inglês) Zorro. Peter Rodgers Organization é a distribuidora desta versão de Zorro.

## Sinopse
A série se passa na Califórnia espanhola do começo do século XIX. Quando o comandante de Los Angeles, Alcalde Luis Ramone, aterroriza as pessoas do povoado e as oprime, Don Alejandro de la Vega chama de volta da Espanha seu filho Diego para lutar contra o alcade e seus homens. Quando Diego chega, ele encontra um povoado em um estado lastimável, e enquanto pretende ter pouco interesse em qualquer assunto além de seus livros e experimentos, ele cria uma identidade secreta que chama de O Zorro: A Raposa. Ele e seu criado mudo, o jovem Felipe, lutam contra a tirania do Alcade.

## Elenco e personagens
- Duncan Regehr como Don Diego de la Vega/Zorro[2]
- Patrice Martinez como Victoria Escalante (creditada como "Patrice Camhi", Temporadas 1–3)[3]
- James Victor como Sgt. Jaime Mendoza
- Michael Tylo como Alcalde Luis Ramone (Temporadas 1-2)
- J. G. Hertzler como Alcalde Ignacio de Soto (Temporadas 3–4)
- Efrem Zimbalist Jr. como Don Alejandro de la Vega (1ª. Temporada)
- Henry Darrow como Don Alejandro de la Vega (Temporadas 2–4)
- Juan Diego Botto como Felipe